# Renato Birolli
Renato Birolli (né le 10 décembre 1905 à Vérone en Vénétie et mort le 3 mai 1959 à Milan) est un peintre italien, militant antifasciste, engagé dans la Résistance pendant la guerre.

## Biographie
Renato Birolli est né à Vérone en 1905 au sein d'une famille ouvrière. En 1923, il s'installe à Milan où il forme avec d'autres artistes tels que Renato Guttuso, Giacomo Manzù et Aligi Sassu un groupe avant-gardiste.
En 1937, il adhère au mouvement artistique appelé Corrente.
Dans la même année, il est arrêté par le gouvernement fasciste et dans les années suivantes, il abandonne la peinture pour se consacrer à la propagande communiste et finit par rejoindre la Résistance.
Après la Seconde Guerre mondiale, en 1947, Birolli s'installe à Paris et se remet à peindre. Sous l'influence de Henri Matisse et Pablo Picasso, son style de peinture change rapidement en passant d'abord du post-cubisme puis se positionne à une certaine forme de lyrisme.
Il appartient au groupe d'artistes italiens Gruppo degli otto (it) (Groupe des Huit), fondé en 1952 et dissout en 1954.
Renato Birolli meurt subitement à Milan en 1959, à l'âge de 53 ans.

## Œuvres
- Gineceo (1941), sovrintendenza gallerie della lombardia, Milan[1].
- Le reti (1915), Gallerie d'arte moderna, Venise[1].
- Trinité sur mer (1949), Galleria d’arte moderna Achille Forti, Vérone.

## Sources
- (en) Cet article est partiellement ou en totalité issu de l’article de Wikipédia en anglais intitulé « Renato Birolli » (voir la liste des auteurs).